# Paracarpais
Paracarpais es un género de ácaros perteneciente a la familia Parasitidae.

## Especies
- Paracarpais exilis (Banks, 1900)
- Paracarpais furcatus (Canestrini, 1882)
- Paracarpais infernalis (Willmann, 1940)
- Paracarpais kraepelini (Berlese, 1904)
- Paracarpais lunulata (Muller, 1869)
- Paracarpais multidentatus Schmolzer, 1995
- Paracarpais niveus (Wankel, 1861)